# 元貞
元貞（げんてい）は、中国・元の成宗テムルの治世で用いられた元号。1295年 - 1297年。
- 至元31年11月27日：成宗の即位により翌年から踰年改元の詔を下す。
- 元貞3年2月27日：大徳に改元。

## 西暦・干支との対照表
| 元貞 | 元年   | 2年    | 3年    |
| 西暦 | 1295年 | 1296年 | 1297年 |
| 干支 | 乙未   | 丙申   | 丁酉   |

| 前の元号 至元 | 中国の元号 元 | 次の元号 大徳 |